# Oiba (ort)
Oiba är en ort i Colombia.   Den ligger i departementet Santander, i den centrala delen av landet, 200 km norr om huvudstaden Bogotá. Oiba ligger 1 421 meter över havet och antalet invånare är 3 959.
Terrängen runt Oiba är kuperad. Runt Oiba är det ganska glesbefolkat, med 39 invånare per kvadratkilometer. Oiba är det största samhället i trakten. Omgivningarna runt Oiba är en mosaik av jordbruksmark och naturlig växtlighet.